# واکنش افزایشی

واکنش افزایشی کلر و اتیلن

واکنش افزایشی (به انگلیسی: Addition reaction) گونه‌ای از واکنش شیمیایی است که طی آن دو یا چند مولکول ساده با یکدیگر ادغام شده و تشکیل مولکول بزرگتری را می دهند.این نوع از واکنش‌ها تنها در مولکول‌هایی صورت می‌گیرد که دارای پیوندهای دوگانه و سه گانه باشند.